# Bityla
Bityla är ett släkte av fjärilar. Bityla ingår i familjen nattflyn.
Kladogram enligt Catalogue of Life:
| Bityla | \| \| Bityla defigurata \| \| \| \| \| \| Bityla pallida \| \| \| \| \| \| Bityla sericea \| \| \| \| \| \| Bityla thoracica \| \| \| \| |
|        | \| \| Bityla defigurata \| \| \| \| \| \| Bityla pallida \| \| \| \| \| \| Bityla sericea \| \| \| \| \| \| Bityla thoracica \| \| \| \| |
|        | Bityla defigurata |
|        | |
|        | Bityla pallida |
|        | |
|        | Bityla sericea |
|        | |
|        | Bityla thoracica |
|        | |

## Bildgalleri

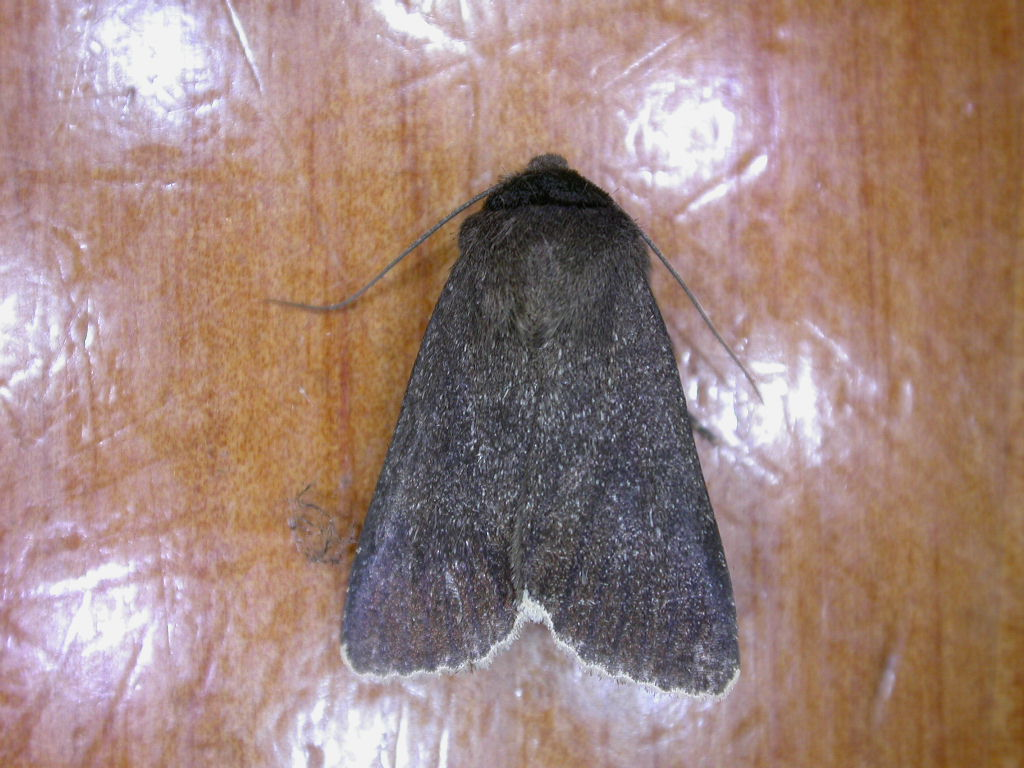
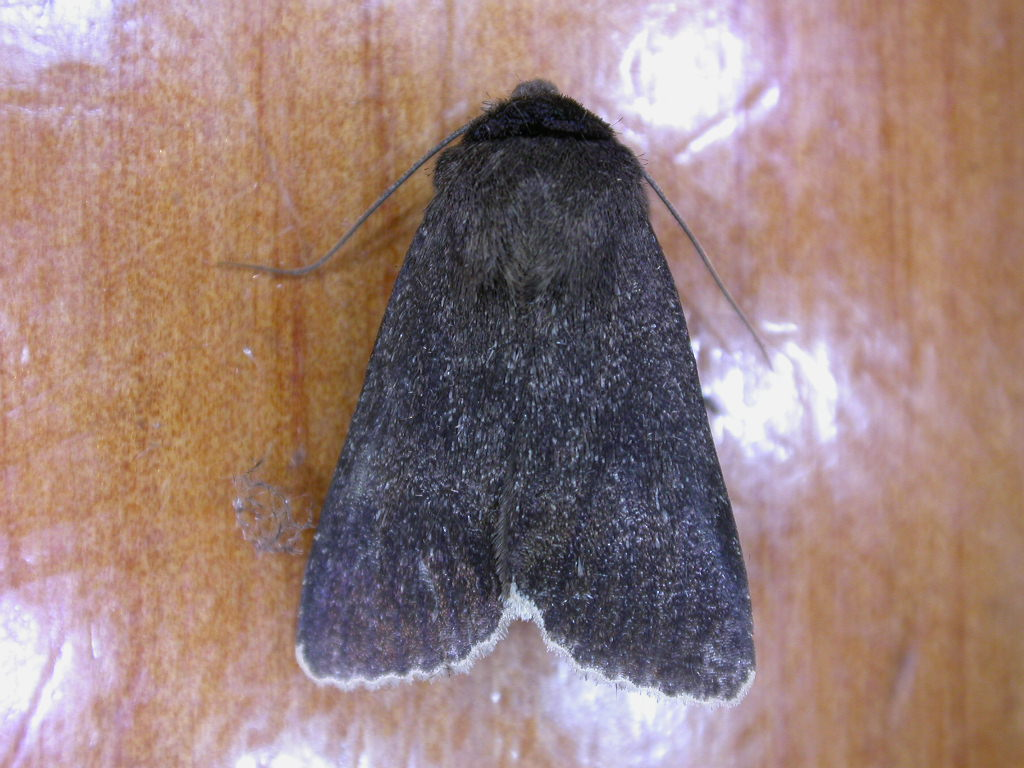